# Ferocactus lindsayi
Ferocactus lindsayi ist eine Pflanzenart aus der Gattung Ferocactus in der Familie der Kakteengewächse (Cactaceae). Das Artepitheton ehrt den US-amerikanischen Botaniker George Edmund Lindsay (1917–2002).

## Beschreibung
Ferocactus lindsayi wächst einzeln mit kugelförmigen bis kurz zylindrischen, graugrünen bis glaukgrünen Trieben und erreicht bei Durchmessern von 40 Zentimetern Wuchshöhen von bis zu 60 Zentimeter. Es sind 13 bis 18 Rippen vorhanden. Die grauen Dornen sind gebändert. Der einzelne, gerade  Mitteldorn ist drehrund und bis zu 4,5 Zentimeter lang. Die fünf bis sechs geraden oder leicht gebogenen Randdornen weisen eine Länge von 2,5 bis 3 Zentimeter auf.
Die glockenförmigen, gelben Blüten erreichen eine Länge von bis zu 5 Zentimeter und weisen Durchmesser von 3 bis 4 Zentimeter auf. Die 1,5 Zentimeter langen, eiförmigen Früchte sind purpurfarben.

## Verbreitung, Systematik und Gefährdung
Ferocactus lindsayi ist im mexikanischen Bundesstaat Michoacán auf der Ebene des Río Balsas verbreitet.
Die Erstbeschreibung erfolgte 1966 durch Helia Bravo Hollis. Die Art ist bisher nur ungenügend bekannt.
In der Roten Liste gefährdeter Arten der IUCN wird die Art als „Least Concern (LC)“, d. h. als nicht gefährdet geführt.

## Nachweise